# Бек, Уффе
Уффе Маник Бек (дат. Uffe Manich Bech; род. 13 января 1993, Копенгаген[…]) — датский футболист, полузащитник.

## Клубная карьера
Бек — воспитанник клуба «Люнгбю». 1 августа 2010 года в матче против «Силькеборга» он дебютировал в датской Суперлиге. 14 апреля 2011 года в поединке против «Мидтьюлланна» Уффе забил свой первый гол за клуб.
После вылета Люнгбю, в начале 2013 года Бек перешёл в Норшелланн. 3 марта в матче против «Хорсенс» он дебютировал за новую команду. 11 марта в поединке против «Мидтьюлланна» Уффе забил свой первый гол за команду.
Летом 2015 года Бек перешёл в немецкий «Ганновер 96». Сумма трансфера составила 2 млн евро. 29 августа в матче против «Майнца» он дебютировал в Бундеслиге. 28 ноября в поединке против «Ингольштадт 04» Уффе забил свой первый гол за «Ганновер». В начале 2018 года Бек был отдан в аренду в «Гройтер». 3 февраля в матче против «Ингольштадт 04» он дебютировал во Второй Бундеслиге. Летом того же года Уффе был арендован «Брондбю». 2 сентября в матче против «Мидтьюлланна» он дебютировал за новую команду. 29 октября в поединке против «Мидтьюлланна» Бек забил свой первый гол за «Брондбю». В конце 2018 года Бек, не сумевший стать основным игроком в «Брондбю», вернулся в распоряжение «Ганновера».

## Международная карьера
31 января 2013 года в неофициальном товарищеском матче против сборной Мексики Уффе дебютировал за сборную Дании.
В 2015 году в составе молодёжной сборной Дании Бек принял участие в молодёжном чемпионате Европы в Чехии. На турнире он сыграл в матчах против Сербии, Германии и Швеции. В поединке против шведов Уффе забил гол.

## Статистика

### Матчи Бека за сборную Дании
| Матчи Бека за сборную Дании | Матчи Бека за сборную Дании | Матчи Бека за сборную Дании | Матчи Бека за сборную Дании | Матчи Бека за сборную Дании | Матчи Бека за сборную Дании   |
| --------------------------- | --------------------------- | --------------------------- | --------------------------- | --------------------------- | ----------------------------- |
| №                           | Дата                        | Соперник                    | Счёт                        | Голы Бека                   | Соревнование                  |
| 1                           | 11 октября 2014             | Албания                     | 1:1                         | —                           | Чемпионат Европы 2016 (отбор) |
| 2                           | 14 октября 2014             | Португалия                  | 0:1                         | —                           | Чемпионат Европы 2016 (отбор) |
| 3                           | 18 ноября 2014              | Румыния                     | 0:2                         | —                           | Товарищеский матч             |

Итого: 3 матча / 0 голов; 0 побед, 1 ничья, 2 поражения.